# Jarl Waldemar Lindeberg
Jarl Waldemar Lindeberg (Helsinki, 4 agosto 1876 – Helsinki, 24 dicembre 1932) è stato un matematico e statistico finlandese.
Dimostrò nel 1922 il teorema del limite centrale nell'articolo Eine neue Herleitung des Exponentialgesetzes in der Wahrscheinlichkeitsrechnung, dimostrato successivamente e autonomamente da Alan Turing.

## Scritti disponibili online
- (DE)  J. W. Lindeberg, Eine neue Herleitung des Exponentialgesetzes in der Wahrscheinlichkeitsrechnung, Mathematische Zeitschrift, 15 (1922) 211-225.

## Biografie
- (EN)  G. Elfving (2001) Jarl Waldemar Lindeberg, Statisticians of the Centuries (ed. C. C. Heyde and E. Seneta) pp. 318–321. New York: Springer.
- (EN)  Harald Cramér (1976) Half a Century with Probability Theory: Some Personal Recollections, Annals of Probability, Vol. 4, No. 4. (Aug.), pp. 509–546.